# Vysoká nad Uhom
Vysoká nad Uhom es un municipio del distrito de Michalovce en la región de Košice, Eslovaquia, con una población estimada a final del año 2024 de 744 habitantes.
Se encuentra ubicado al noreste de la región, en la cuenca hidrográfica del río Bodrog (afluente derecho del Tisza) y cerca de la frontera con la región de Prešov, Ucrania y Hungría.

## Demografía
| Año        | 1994 | 2004     | 2014    | 2024    |
| ---------- | ---- | -------- | ------- | ------- |
| Población  | 926  | 796      | 811     | 744     |
| Diferencia |      | −14,03 % | +1,88 % | −8,26 % |

| Año        | 2023 | 2024    |
| ---------- | ---- | ------- |
| Población  | 747  | 744     |
| Diferencia |      | −0,40 % |